# گیووسیران
گیووسیران (انگلیسی: Givosiran) با نام تجاری گیوْلاری دارویی است که برای درمان «بیماری پورفیری کبدی» در بالغین به‌کار می‌رود. در این بیماری مادهٔ سمیِ پورفیرین در کبد تجمع می‌یابد. پورفرین برای تولید مولکول هِـم که حمل‌کننده اکسیژن در خون است، ضروری است.
سازمان غذا و داروی آمریکا درخواست شرکت سازندهٔ دارو را در اولویت قرار داده و آنرا به عنوان یک پیشرفت قابل ملاحظه و داروی کم‌کاربرد بررسی کرده و مورد پذیرش قرار داد.